# Qaradağ Lökbatan FK
Qaradağ Lökbatan FK (ázerbájdžánsky: Qaradağ Lökbatan Futbol Klubu) je ázerbájdžánský fotbalový klub sídlící ve městě Lökbatan.
Klub byl založen v roce 2008 jako rezerva klubu Neftçi Baku PFK pod názvem Neftçi-ISM. V roce 2011 se klub kvůli případnému postupu do Premyer Liqası přejmenoval na Qaradağ Lökbatan. Právě již v sezóně 2011/12 se klubu podařilo zvítězit v Birinci Divizionu, ovšem svaz klubu i přes přejmenování pro následný postup do Premyer Liqası neudělil licenci.
Své domácí zápasy odehrává na stadionu Lökbatan stadionu s kapacitou 2 000 diváků.

## Historické názvy
Zdroj: 
- 2008 – Neftçi-ISM FK (Neftçi-ISM Futbol Klubu)
- 2011 – Qaradağ Lökbatan FK (Qaradağ Lökbatan Futbol Klubu)

## Umístění v jednotlivých sezonách
Zdroj: 
Legenda: Z - zápasy, V - výhry, R - remízy, P - porážky, VG - vstřelené góly, OG - obdržené góly, +/- - rozdíl skóre, B - body, červené podbarvení - sestup, zelené podbarvení - postup, fialové podbarvení - reorganizace, změna skupiny či soutěže
| Ázerbájdžán (2009 – ) |                   |        |    |    |   |   |    |    |     |    |        |
| Sezóny                | Liga              | Úroveň | Z  | V  | R | P | VG | OG | +/- | B  | Pozice |
| 2009/10               | Birinci Divizionu | 2      | 22 | 12 | 3 | 7 | 38 | 26 | +12 | 39 | 4.     |
| 2010/11               | Birinci Divizionu | 2      | 26 | 15 | 5 | 6 | 47 | 24 | +23 | 50 | 4.     |
| 2011/12               | Birinci Divizionu | 2      | 26 | 21 | 2 | 3 | 45 | 9  | +36 | 65 | 1.     |
| 2012/13               | Birinci Divizionu | 2      | 24 | 20 | 3 | 1 | 61 | 8  | +53 | 63 | 2.     |
| 2013/14               | Birinci Divizionu | 2      | 30 | 18 | 9 | 3 | 52 | 14 | +38 | 63 | 3.     |
| 2014/15               | Birinci Divizionu | 2      | 30 | 20 | 5 | 5 | 57 | 25 | +32 | 65 | 4.     |
| 2015/16               | Birinci Divizionu | 2      | 26 | 18 | 4 | 4 | 59 | 28 | +31 | 58 | 2.     |
| 2016/17               | Birinci Divizionu | 2      | 26 |    |   |   |    |    |     |    |        |